# Myrmelachistini
Myrmelachistini – plemię mrówek z podrodziny Formicinae.
Takson ten wprowadzony został w 1912 przez A.H. Forela. W 2003 Barry Bolton zsynonimizował go z plemieniem Plagiolepidini. Przywrócony został jako plemię w 2016 roku przez P.S. Warda i współpracowników na podstawie analizy filogenetycznej podrodziny.
Obejmuje dwa opisane rodzaje:
- Brachymyrmex Mayr, 1868
- Myrmelachista Roger, 1863